# 千鳥格子

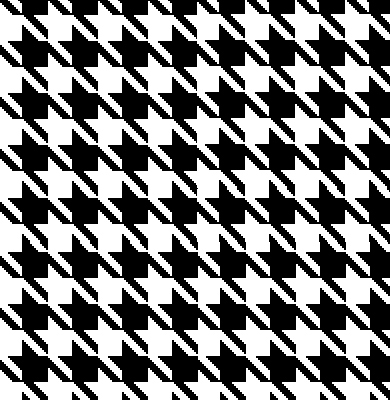

千鳥格子（ちどりごうし）は、輪郭を崩したチェック模様（おおまかな方形のパターン）を持つ、二色からなる織り模様および染め模様。白黒の場合が多いが、他の色の組み合わせも用いられる。通常の千鳥格子は、平面充填の一例である。

2:2 の綾織

伝統的な千鳥格子は、縦糸と横糸をいずれも、4本の暗色の糸と4本の明色の糸を交互に繰り返す縞として配置し、それを単純な 2:2 の綾織、すなわち横糸が2本の縦糸の上を通った後に2本の下を通るようにし、横糸を一回通すごとにそれを縦糸一本分ずらしたものになっている。
現在分かっている最も古い千鳥格子の例は、スウェーデンの泥炭沼地から掘り出された紀元前360〜100年頃の、Gerum Cloak という衣類である。現在見られる千鳥格子は、スコットランド低地地方のツイードの模様が起源なのかもしれないが、現代では羊毛以外の多くの織物でも使われている。1885年に開業したニューヨークの高級紳士服/婦人服店であるデ・ピナは、1933年春のメンズスーツ・コレクションの中で、ガンクラブ・チェックやタータン・チェックと共に千鳥格子を取り入れていた。大柄の千鳥格子は、アレキサンダー・マックイーンの2009年の秋コレクションにて「豊穣のツノ」(Horn of Plenty) というコピーで華々しく使われた。千鳥格子はクリスチャン・ディオールの特徴的なツイードのスーツでも使われている。
「千鳥格子」という名称は、その模様が飛んでいる千鳥が連なっているように見えるところから来ている。英語では“houndstooth”、“hounds tooth check”、“hound's tooth”、“dogstooth”、“dogtooth”、“dog's tooth”、“pied-de-poule”とも呼ばれ、小型のものは“puppytooth”とも呼ばれる。織り模様を指す言葉として“houndstooth”が使われた用例は、1936年より前には記録がない。

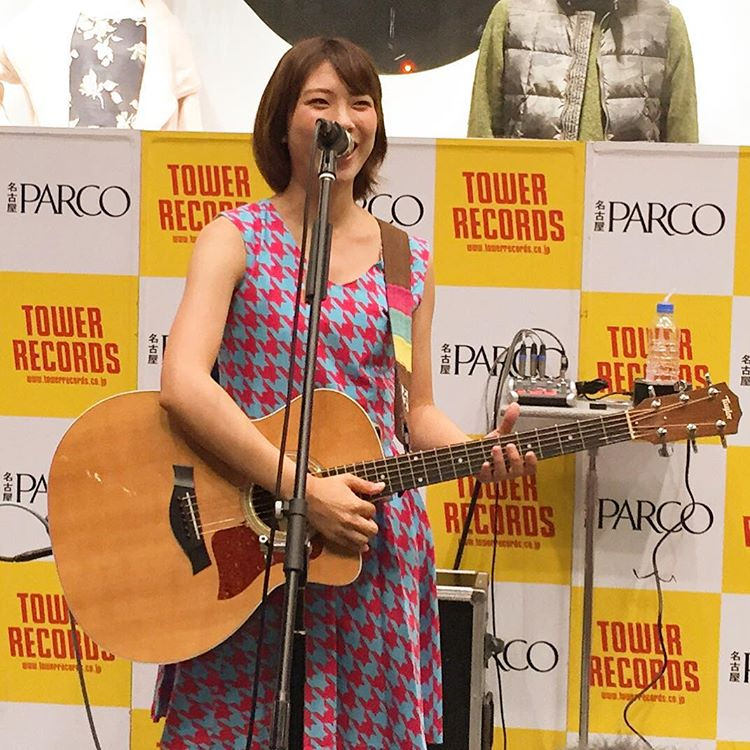
彩色された大柄の千鳥格子を着た山崎あおい